# American Camellia Society

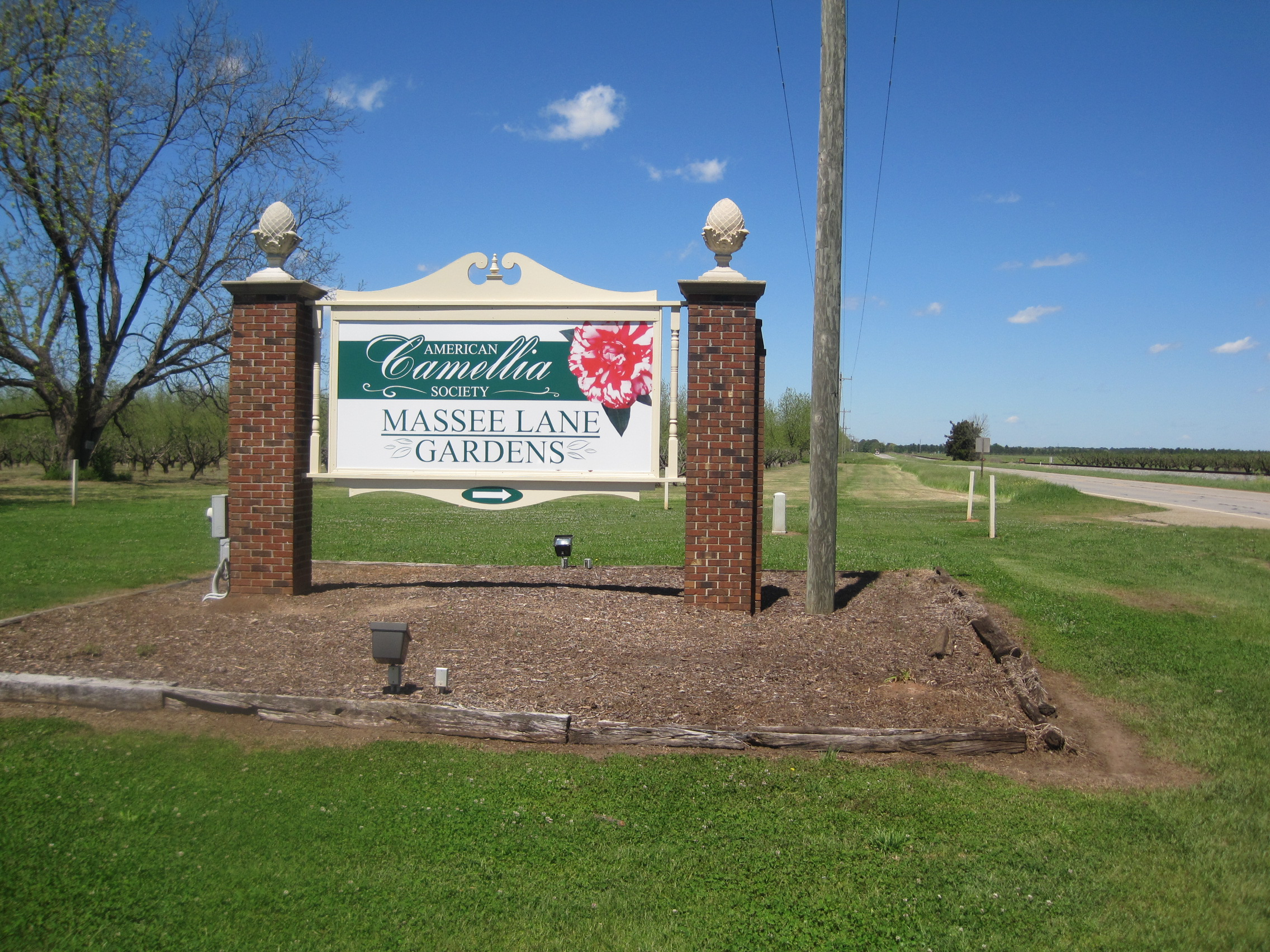

American Camellia Society (ACS), amerikanskt sällskap grundat 1945 för att främja kunskapen och uppskattningen av Kameliaväxten.